# Estadi d'Aarhus
L'Estadi d'Aarhus (Aarhus Stadion en danès), o Ceres Park & Arena, és un complex esportiu multiús situat a la ciutat d'Århus, Dinamarca. Consisteix en un estadi usat principalment per al futbol i atletisme i un recinte en la qual es practiquen esports com el bàsquet i handbol.
L'estadi de futbol Ceres Park o Aarhus Idrætspark posseeix una capacitat per a 20.300 persones, i és el tercer més gran de Dinamarca. Hi juga com a local el club AGF Aarhus de la Superliga danesa.
El recinte per a bàsquet i l'handbol Ceres Arena amb capacitat per a 4300 espectadors és utilitzat per l'Århus GF de la Lliga danesa d'handbol.

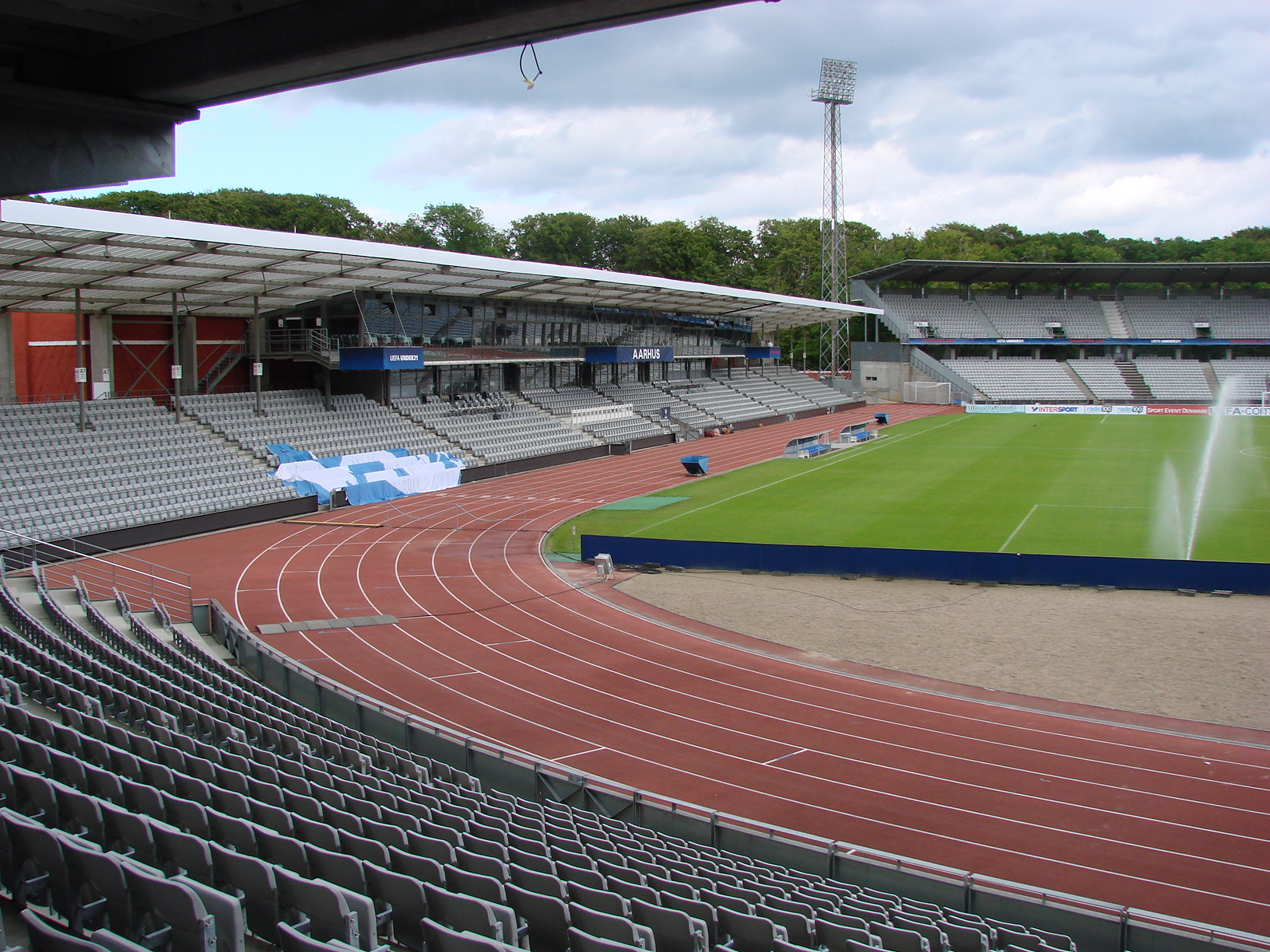
Aarhus Idrætspark
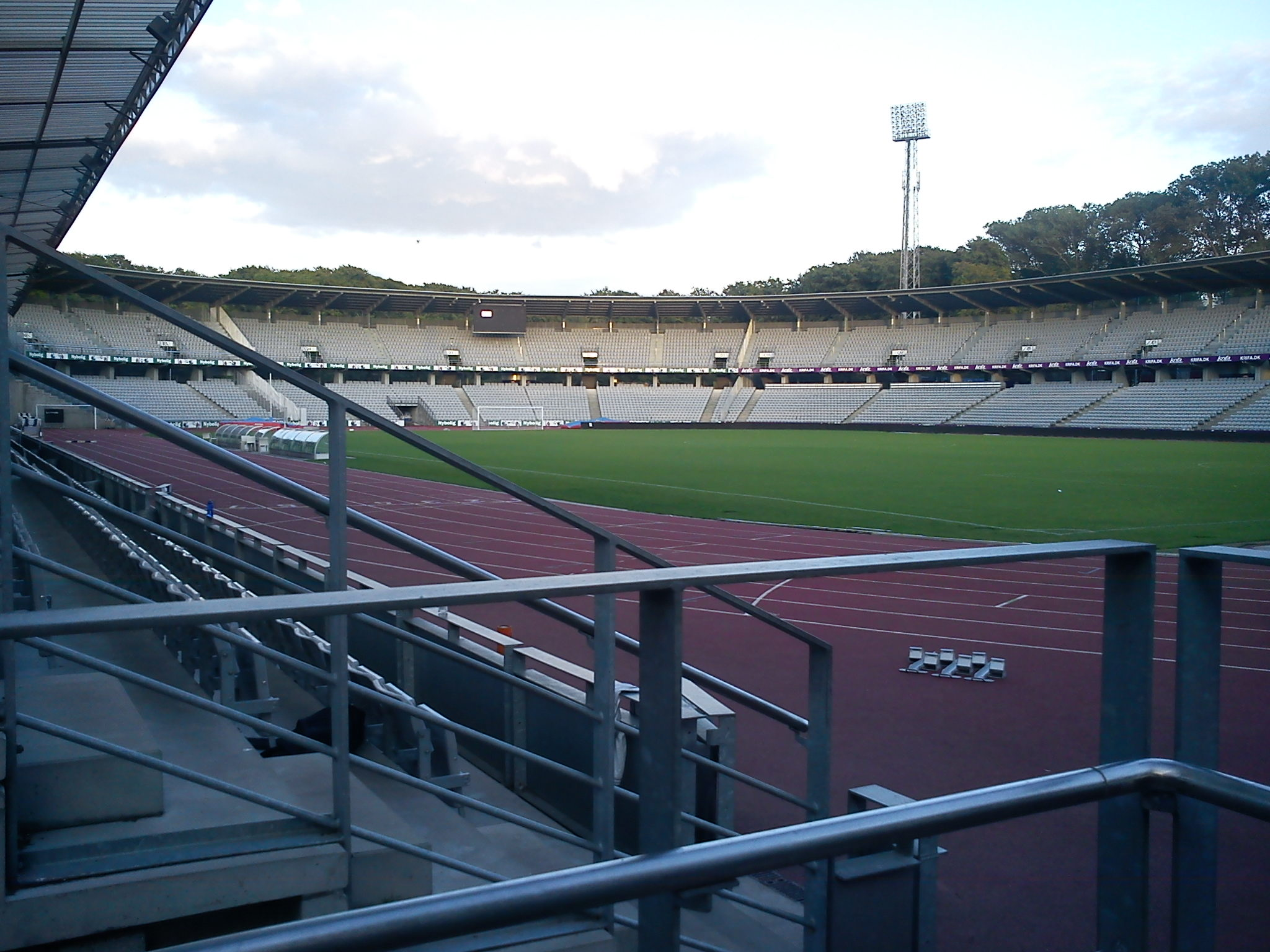
Aarhus Idrætspark